# Waliso
Waliso är en ort i Etiopien.   Den ligger i regionen Oromia, i den centrala delen av landet, 100 km sydväst om huvudstaden Addis Abeba. Waliso ligger 2 026 meter över havet och antalet invånare är 38 394.
Terrängen runt Waliso är varierad. Runt Waliso är det ganska tätbefolkat, med 207 invånare per kvadratkilometer. Det finns inga andra samhällen i närheten. Omgivningarna runt Waliso är en mosaik av jordbruksmark och naturlig växtlighet.